# NXT Deadline (2022)
NXT Deadline (2022) (estilizado como DEADL1NE) foi o inaugural evento de transmissão ao vivo de luta profissional do NXT Deadline produzido pela WWE. Foi realizado principalmente para lutadores da divisão de marca NXT da promoção. O evento aconteceu no sábado, 10 de dezembro de 2022, no WWE Performance Center em Orlando, Flórida. Deadline substituiu NXT WarGames como o evento da marca em dezembro, já que o conceito WarGames foi movido para a lista principal do evento Survivor Series daquele ano para as marcas Raw e SmackDown. Além disso, o Deadline estreará o tipo de luta Iron Survivor Challenge na WWE, com uma para homens e mulheres.
Sete lutas foram disputadas no evento. No evento principal, Bron Breakker derrotou Apollo Crews para reter o Campeonato do NXT. No Iron Survivor Challenges do evento, Grayson Waller venceu o masculino, enquanto o feminino, que foi a luta de abertura, foi vencido por Roxanne Perez. Em outra partida notável, The New Day do SmackDown (Kofi Kingston e Xavier Woods) derrotaram Pretty Deadly (Elton Prince e Kit Wilson) para ganhar o Campeonato de Duplas do NXT pela primeira vez, tornando-se os terceiros Campeões da Tríplice Coroa de Duplas da WWE. Isso também marcou seu 12º campeonato de duplas com a marca WWE como um time, e o 15º título de duplas com a marca WWE de Kingston individualmente. O evento recebeu críticas positivas, com críticos elogiando ambas as partidas do Iron Survivor, mas criticaram muito a partida Dawn-Fyre.

## Produção

### Introdução
Em 15 de outubro de 2022, a promoção de wrestling profissional americana WWE registrou o nome "NXT Deadline" para sua marca de desenvolvimento, NXT. Durante uma coletiva de imprensa em 21 de outubro, na noite anterior ao NXT Halloween Havoc, o executivo da WWE Shawn Michaels confirmou que o próximo evento de transmissão ao vivo do NXT seria Deadline. Está programado para ser realizado no sábado, 10 de dezembro, na sede do NXT, o WWE Performance Center em Orlando, Flórida, e irá ao ar nas plataformas de transmissão ao vivo da WWE Peacock nos Estados Unidos e na WWE Network nos mercados internacionais. Deadline substituiu NXT WarGames como o evento da marca em dezembro, depois que o conceito WarGames foi movido para a lista principal do Survivor Series de 2022 para as marcas Raw e SmackDown.

### Rivalidades
O NXT Deadline incluiu várias lutas. As partidas resultam de histórias com roteiro, onde os lutadores retratam heróis, vilões ou personagens menos distinguíveis para criar tensão e culminar em uma luta livre ou uma série de lutas. Os resultados são predeterminados pelos escritores da WWE na marca NXT, enquanto as histórias são produzidas no programa de televisão semanal, NXT, e no programa de streaming online suplementar Level Up.
No episódio de 15 de novembro do NXT, o executivo da WWE Shawn Michaels anunciou um novo tipo de luta para a WWE chamado Iron Survivor Challenge, que ocorreria no Deadline, com um para cada um dos homens. e feminino, sendo as regras as seguintes:
- Dois lutadores iniciam a luta e a cada cinco minutos outro lutador entra até que todos os cinco participantes estejam presentes.
- Após a entrada do último lutador, há um limite de tempo predeterminado.
- Cada vez que um lutador marca um pinfall, finalização ou é vítima de uma desqualificação, ele ganha um ponto.
- O lutador que eles imobilizam, finalizam ou que é desqualificado vai para uma caixa de penalidade por 90 segundos.
- O vencedor da luta é o lutador que pontuar mais quedas ao final do tempo limite.
- Os vencedores serão os desafiantes nº 1 pelo Campeonato do NXT (masculino) e Campeonato Feminino do NXT (feminino)[5].

No episódio de 29 de novembro do NXT, os quatro primeiros competidores do Iron Survivor Challenge masculino foram revelados como Carmelo Hayes, JD McDonagh, Grayson Waller e Joe Gacy, enquanto para a luta feminina, Zoey Stark, Cora Jade, Roxanne Perez e Kiana James foram reveladas como as quatro primeiras participantes. Na semana seguinte, Axiom conquistou a quinta e última vaga na luta masculina ao derrotar Von Wagner e Andre Chase em uma luta Triple Threat, enquanto Indi Hartwell conquistou a quinta e última vaga no feminino ao derrotar Wendy Choo e Fallon Henley, também em uma luta Triple Threat.
No episódio de 15 de novembro do NXT, o Campeão do NXT Bron Breakker enfrentou Apollo Crews após a luta deste último. Na semana seguinte, Breakker foi escalado para defender o Campeonato do NXT contra Crews no Deadline.
No episódio de 6 de dezembro do NXT, enquanto os Campeões de Duplas do NXT Pretty Deadly (Elton Prince e Kit Wilson) estavam lendo uma história de Natal, eles foram interrompidos pelos membros do SmackDown The New Day (Kofi Kingston e Xavier Woods), que atacaram a dupla e desafiaram eles pelos títulos. A luta foi oficializada para o Deadline.
No episódio de 15 de novembro do NXT, Alba Fyre perdeu sua luta pelo Campeonato Feminino do NXT graças à interferência de Isla Dawn, que fez sua estreia no NXT. No episódio de 6 de dezembro, Fyre atacou Dawn após a partida deste último. Mais tarde naquela noite, uma partida entre Fyre e Dawn foi oficializada para o Deadline.

## Evento
| Papel:                    | Nome:             |
| ------------------------- | ----------------- |
| Comentaristas             | Vic Joseph        |
| Comentaristas             | Booker T          |
| Comentaristas em espanhol | Marcelo Rodríguez |
| Comentaristas em espanhol | Jerry Soto        |
| Anunciador de ringue      | Alicia Taylor     |
| Árbitros                  | Adrian Butler     |
| Árbitros                  | Chip Danning      |
| Árbitros                  | Dallas Irvin      |
| Árbitros                  | Derek Sanders     |
| Árbitros                  | Joey Gonzalez     |
| Pre-show panel            | Sam Roberts       |
| Pre-show panel            | McKenzie Mitchell |
| Pre-show panel            | Denise Salcedo    |

## Resultados
| Nº                                          | Resultados                                                                                          | Estipulações                                                                             | Tempo |
| ------------------------------------------- | --------------------------------------------------------------------------------------------------- | ---------------------------------------------------------------------------------------- | ----- |
| Dark                                        | Ivy Nile (com Tatum Paxley) derrotou Lash Legend                                                    | Luta individual                                                                          | -     |
| Dark                                        | Chase University (Duke Hudson e Andre Chase) (com Thea Hail) derrotaram Javier Bernal e Xyon Quinn  | Luta de duplas                                                                           | -     |
| 1                                           | Roxanne Perez (2) derrotou Zoey Stark (1), Cora Jade (1), Kiana James (0) e Indi Hartwell (1)       | Iron Survivor Challenge para determinar a desafiante Nº1 pelo Campeonato Feminino do NXT | 25:00 |
| 2                                           | Isla Dawn derrotou Alba Fyre                                                                        | Luta individual                                                                          | 9:52  |
| 3                                           | The New Day (Kofi Kingston e Xavier Woods) derrotaram Pretty Deadly (Elton Prince e Kit Wilson) (c) | Luta de duplas pelo Campeonato de Duplas do NXT                                          | 14:05 |
| 4                                           | Grayson Waller (3) derrotou Carmelo Hayes (2), JD McDonagh (0), Joe Gacy (2) e Axiom (2)            | Iron Survivor Challenge para determinar o desafiante Nº1 pelo Campeonato NXT             | 25:00 |
| 5                                           | Bron Breakker (c) derrotou Apollo Crews                                                             | Luta individual pelo Campeonato do NXT                                                   | 14:34 |
| (c) – Refere-se aos campeões antes da luta. | |                                                                                          |       |